# Bacra
Bacra (hebr. בצרה) – moszaw położony w samorządzie regionu Chof ha-Szaron, w Dystrykcie Centralnym, w Izraelu.
Leży na równinie Szaron, w otoczeniu miasta Ra’ananna oraz moszawów Bene Cijjon, Miszmeret i Sede Warburg.

## Historia
Moszaw został założony w 1946 przez zdemobilizowanych żydowskich żołnierzy Brytyjskich Sił Zbrojnych. Nazwano go na cześć irackiego miasta Basra, w którym przebywali ci żołnierze podczas II wojny światowej.
24 października 2008 w pobliżu moszawu rozbił się prywatny samolot Cessna 172. W wypadku zginęły 4 osoby.

## Kultura i sport
W moszawie znajduje się ośrodek kultury i boisko do piłki nożnej.

## Gospodarka
Gospodarka moszawu opiera się na rolnictwie, hodowli cytrusów, pszczelarstwie i produkcji karmy dla zwierząt. Dodatkowo działa tutaj kilka firm high-tech.

## Komunikacja
Wzdłuż wschodniej granicy moszawu przebiega droga ekspresowa nr 4 (Erez–Kefar Rosz ha-Nikra). Lokalnymi drogami prowadzącymi na zachód i północ można dojechać do moszawu Bene Cijjon.